# Lijst van gemeentelijke monumenten in Beverwijk

Gemeentelijk monumentschildje van de gemeente Beverwijk

De gemeente Beverwijk heeft 110 gemeentelijke monumenten, hieronder een overzicht. 
De gemeentelijke monumenten in de gemeente Beverwijk kunnen sinds 2015 herkenbaar zijn aan het hiernaast afgebeelde monumentenschildje.

## Beverwijk
De plaats Beverwijk kent 84 gemeentelijke monumenten:
| Object | Bouwjaar          | Architect                        | Locatie                            | Coördinaten                   | Nr.        | Afbeelding |
| --- | ----------------- | -------------------------------- | ---------------------------------- | ----------------------------- | ---------- | --- |
| Dubbel woonhuis |                   |                                  | Alkmaarseweg 32-34                 | 52° 29' 7" NB, 4° 39' 39" OL  | 0375/WN001 | Upload foto |
| Woonhuis |                   |                                  | Alkmaarseweg 36                    | 52° 29' 7" NB, 4° 39' 38" OL  | 0375/WN002 | Woonhuis |
| Dubbel woonhuis |                   |                                  | Alkmaarseweg 38-40                 | 52° 29' 8" NB, 4° 39' 38" OL  | 0375/WN003 | Dubbel woonhuis |
| Woonhuis met voormalige bollenschuur |                   |                                  | Alkmaarseweg 125                   | 52° 29' 18" NB, 4° 39' 38" OL | 0375/WN004 | Upload foto |
| Woonhuis |                   |                                  | Alkmaarseweg 147                   | 52° 29' 21" NB, 4° 39' 37" OL | 0375/WN005 | Upload foto |
| Woonhuis |                   |                                  | Arendsweg 51                       | 52° 29' 14" NB, 4° 39' 19" OL | 0375/WN006 | Woonhuis |
| Begraafplaats Onze-Lieve-Vrouw van Goede Raadkerk |                   |                                  | Arendsweg 59                       | 52° 29' 14" NB, 4° 39' 18" OL | 0375/WN007 | Upload foto |
| Woonhuis |                   |                                  | Arendsweg 58                       | 52° 29' 15" NB, 4° 39' 18" OL | 0375/WN008 | Woonhuis |
| Woonhuis |                   |                                  | Arendsweg 171-173                  | 52° 29' 26" NB, 4° 39' 2" OL  | 0375/WN009 | Upload foto |
| Woonblok |                   |                                  | Baanstraat 53, 53D                 | 52° 29' 0" NB, 4° 39' 19" OL  | 0375/WN010 | Upload foto |
| Bisschoppelijke kweekschool | 1906              | J. London en J.J.L. Moolenschoot | Baanstraat 72                      | 52° 29' 5" NB, 4° 39' 19" OL  | 0375/WN011 | Meer afbeeldingen |
| Begraafplaats Duinrust | 1920              | L.A. Springer                    | Bankenlaan 174                     | 52° 29' 30" NB, 4° 38' 4" OL  | 0375/WN012 | Meer afbeeldingen |
| Villa |                   |                                  | Beeckzanglaan 11                   | 52° 28' 55" NB, 4° 38' 51" OL | 0375/WN013 | Upload foto |
| Villa |                   |                                  | Beeckzanglaan 104                  | 52° 28' 55" NB, 4° 38' 49" OL | 0375/WN014 | Upload foto |
| Villa |                   |                                  | Prins Bernhardlaan 1               | 52° 28' 52" NB, 4° 39' 6" OL  | 0375/WN015 | Upload foto |
| Woonhuis met voormalige artsenpraktijk |                   |                                  | Prins Bernhardlaan 4               | 52° 28' 50" NB, 4° 39' 10" OL | 0375/WN016 | Woonhuis met voormalige artsenpraktijk |
| Woonhuis |                   |                                  | Breestraat 95                      | 52° 28' 55" NB, 4° 39' 31" OL | 0375/WN017 | Upload foto |
| Winkelwoonhuis van voormalige luxe brood- en banketbakkerij H. de Graauw. Heeft een trapgevel in neorenaissance- en neogotische vormen en een winkelpui met tegelfries.                                                  | 1902              |                                  | Breestraat 126, 126A               | 52° 28' 58" NB, 4° 39' 32" OL | 0375/WN018 | Winkelwoonhuis van voormalige luxe brood- en banketbakkerij H. de Graauw. Heeft een trapgevel in neorenaissance- en neogotische vormen en een winkelpui met tegelfries. |
| Woonhuis |                   |                                  | Duinwijklaan 55                    | 52° 29' 6" NB, 4° 38' 54" OL  | 0375/WN019 | Upload foto |
| Transformatorstation |                   |                                  | Gladiolenlaan 2                    | 52° 29' 29" NB, 4° 38' 56" OL | 0375/WN020 | Upload foto |
| Woonhuis |                   |                                  | Groenelaan 16                      | 52° 28' 59" NB, 4° 39' 3" OL  | 0375/WN021 | Upload foto |
| Complex woonhuizen |                   |                                  | Groenelaan 26-30                   | 52° 28' 60" NB, 4° 39' 1" OL  | 0375/WN022 | Upload foto |
| Woonhuis |                   |                                  | Groenelaan 32                      | 52° 29' 0" NB, 4° 39' 1" OL   | 0375/WN023 | Upload foto |
| Dubbel woonhuis |                   |                                  | Groenelaan 13-15                   | 52° 28' 58" NB, 4° 39' 5" OL  | 0375/WN024 | Upload foto |
| Dubbel woonhuis |                   |                                  | Groenelaan 17-19                   | 52° 28' 59" NB, 4° 39' 4" OL  | 0375/WN025 | Upload foto |
| Marechausseekazerne | ca. 1920          |                                  | Groenelaan 69-73                   | 52° 29' 4" NB, 4° 38' 57" OL  | 0375/WN026 | Meer afbeeldingen |
| Woonhuis |                   |                                  | Kees Delfsweg 14                   | 52° 29' 2" NB, 4° 39' 15" OL  | 0375/WN027 | Upload foto |
| Woonhuis |                   |                                  | Kees Delfsweg 28                   | 52° 29' 3" NB, 4° 39' 14" OL  | 0375/WN028 | Upload foto |
| Jan de Wind-gedenkbank | 1925              |                                  | Kerkstraat, bij 37A                | 52° 29' 8" NB, 4° 39' 30" OL  | 0375/WN029 | Jan de Wind-gedenkbank |
| Begraafplaats Grote Kerk |                   |                                  | Kerkstraat 37A                     | 52° 29' 9" NB, 4° 39' 30" OL  | 0375/WN030 | Begraafplaats Grote Kerk |
| Schilderswerkplaats met bovenwoning |                   |                                  | Koningstraat 23                    | 52° 28' 51" NB, 4° 39' 19" OL | 0375/WN031 | Upload foto |
| Winkel-woonhuis |                   |                                  | Koningstraat 79                    | 52° 28' 58" NB, 4° 39' 25" OL | 0375/WN032 | Winkel-woonhuis |
| Bollenschuur |                   |                                  | Kuikensweg, achter 20              |                               | 0375/WN033 | Upload foto |
| Woonhuis |                   |                                  | Meester van Lingenlaan 1           | 52° 28' 48" NB, 4° 39' 17" OL | 0375/WN034 | Woonhuis |
| Woonhuis in neorenaissance-stijl met trapgevel | 1908              |                                  | Hendrik Mandeweg 5                 | 52° 29' 3" NB, 4° 39' 42" OL  | 0375/WN035 | Woonhuis in neorenaissance-stijl met trapgevel |
| Doopsgezinde kerk met kosterswoning | 1912              | B.H. en H. Koolhaas              | Meerstraat 60-62                   | 52° 28' 49" NB, 4° 39' 26" OL | 0375/WN036 | Doopsgezinde kerk met kosterswoning |
| Middelaarskerk, gereformeerde kruiskerk met kosterswoning in zakelijk-expressionistische stijl | 1930              | H.W.J. Meyran                    | Moensplein 6B-8, Stumphiusstraat 2 | 52° 29' 1" NB, 4° 39' 9" OL   | 0375/WN037 | Middelaarskerk, gereformeerde kruiskerk met kosterswoning in zakelijk-expressionistische stijl                                                                          |
| Drinkfontein ter ere van dr. J.W. Schuit († 1904). Onthuld op 10-09-1912 op het Stationsplein. De Fontein is een aantal keren verplaatst. Van Stationsplein naar Dr. Schuitstraat 24 april 1926 naar Moesplein juli 1953 | 1912              |                                  | Moensplein, tegenover 6B           | 52° 28' 60" NB, 4° 39' 11" OL | 0375/WN038 | Meer afbeeldingen |
| Kantoor dienst Gemeentewerken in zakelijk-expressionistische stijl | ca. 1930          |                                  | Moensplein 10                      | 52° 29' 2" NB, 4° 39' 11" OL  | 0375/WN039 | Kantoor dienst Gemeentewerken in zakelijk-expressionistische stijl |
| Stolpboerderij |                   |                                  | Noorderweg 1-3                     | 52° 28' 10" NB, 4° 41' 35" OL | 0375/WN040 | Upload foto |
| Woonhuis (later kruidenierswinkel) |                   |                                  | Peperstraat 8                      | 52° 29' 1" NB, 4° 39' 35" OL  | 0375/WN041 | Upload foto |
| Woonhuis "Van oud 't Slot van Koninghsberchen" | 1906              |                                  | Peperstraat 22                     | 52° 29' 2" NB, 4° 39' 34" OL  | 0375/WN042 | Woonhuis "Van oud 't Slot van Koninghsberchen" |
| Woonhuis met sobere gepleisterde eclectische lijstgevel |                   |                                  | Peperstraat 24                     | 52° 29' 2" NB, 4° 39' 34" OL  | 0375/WN043 | Woonhuis met sobere gepleisterde eclectische lijstgevel |
| Bovenmeesterswoning in neorenaissance-stijl |                   |                                  | Peperstraat 26                     | 52° 29' 2" NB, 4° 39' 33" OL  | 0375/WN044 | Bovenmeesterswoning in neorenaissance-stijl |
| Woonhuis |                   |                                  | Peperstraat 28                     | 52° 29' 2" NB, 4° 39' 33" OL  | 0375/WN045 | Upload foto |
| Verenigingsgebouw met conciërgewoning |                   |                                  | Populierenlaan 41                  | 52° 29' 14" NB, 4° 38' 51" OL | 0375/WN046 | Upload foto |
| Driedubbele villa | Vroege 20ste eeuw |                                  | Prinsesselaan 3-7                  | 52° 28' 52" NB, 4° 39' 13" OL | 0375/WN047 | Upload foto |
| Openbare leeszaal |                   |                                  | Prinsesselaan 17-19                | 52° 28' 53" NB, 4° 39' 10" OL | 0375/WN048 | Openbare leeszaal |
| Dokterswoning Heylo, met opvallende hoekpartij met erker en loggia | ca. 1915          |                                  | Prinsesselaan 4                    | 52° 28' 52" NB, 4° 39' 10" OL | 0375/WN049 | Dokterswoning Heylo, met opvallende hoekpartij met erker en loggia |
| Dubbele villa | ca. 1910          |                                  | Prinsesselaan 6-8                  | 52° 28' 52" NB, 4° 39' 9" OL  | 0375/WN050 | Upload foto |
| Dubbele villa Etta en Wilhelmina | Vroege 20ste eeuw |                                  | Prinsesselaan 9-11                 | 52° 28' 52" NB, 4° 39' 11" OL | 0375/WN051 | Upload foto |
| Hervormde kerk | 1927              | J. van der Zwiers                | Prinsesselaan 10                   | 52° 28' 53" NB, 4° 39' 8" OL  | 0375/WN052 | Hervormde kerk |
| Dubbele villa | 1909              |                                  | Prinsesselaan 13-15                | 52° 28' 53" NB, 4° 39' 11" OL | 0375/WN053 | Upload foto |
| Café-restaurant in kubistisch-expressionistische stijl | 1930              | H.J.W. Meyran                    | Schans 1                           | 52° 29' 1" NB, 4° 39' 41" OL  | 0375/WN054 | Upload foto |
| Villa | ca. 1930          |                                  | Dr. Schuitstraat 16                | 52° 28' 54" NB, 4° 38' 59" OL | 0375/WN055 | Upload foto |
| Dubbel woonhuis |                   |                                  | Dr. Schuitstraat 40-42             | 52° 28' 56" NB, 4° 38' 52" OL | 0375/WN056 | Upload foto |
| Villa |                   |                                  | Dr. Schuitstraat 44                | 52° 28' 56" NB, 4° 38' 51" OL | 0375/WN057 | Upload foto |
| Notariskantoor |                   |                                  | Dr. Schuitstraat 1                 | 52° 28' 55" NB, 4° 39' 3" OL  | 0375/WN058 | Upload foto |
| Woonhuis |                   |                                  | Dr. Schuitstraat 27                | 52° 28' 56" NB, 4° 38' 56" OL | 0375/WN059 | Upload foto |
| Dienstgebouw |                   |                                  | Velserweg 12                       | 52° 28' 44" NB, 4° 39' 7" OL  | 0375/WN060 | Dienstgebouw |
| Landhuis met garage | ca. 1935          |                                  | Vondellaan 34                      | 52° 28' 49" NB, 4° 38' 53" OL | 0375/WN061 | Upload foto |
| Woonhuis met garage en woning |                   |                                  | Vondellaan 40-46                   | 52° 28' 51" NB, 4° 38' 52" OL | 0375/WN062 | Woonhuis met garage en woning |
| Bungalow |                   |                                  | Vondellaan 54                      | 52° 28' 53" NB, 4° 38' 48" OL | 0375/WN063 | Bungalow |
| Dubbel woonhuis |                   |                                  | Vondellaan 88-90                   | 52° 28' 58" NB, 4° 38' 43" OL | 0375/WN064 | Dubbel woonhuis |
| Woonhuis met rieten dak | ca. 1935          |                                  | Vondellaan 27                      | 52° 28' 47" NB, 4° 38' 59" OL | 0375/WN065 | Woonhuis met rieten dak |
| Dubbel woonhuis |                   |                                  | Vondellaan 29                      | 52° 28' 49" NB, 4° 38' 57" OL | 0375/WN066 | Dubbel woonhuis |
| Woonhuis |                   |                                  | Vondellaan 67                      | 52° 28' 56" NB, 4° 38' 47" OL | 0375/WN067 | Woonhuis |
| Woonhuis |                   |                                  | Vondellaan 97                      | 52° 28' 59" NB, 4° 38' 42" OL | 0375/WN068 | Woonhuis |
| Villa |                   |                                  | Warande 1                          | 52° 29' 6" NB, 4° 38' 36" OL  | 0375/WN069 | Villa |
| Herenhuis |                   |                                  | Zeestraat 14                       | 52° 28' 51" NB, 4° 39' 16" OL | 0375/WN070 | Upload foto |
| Villa |                   |                                  | Zeestraat 88                       | 52° 28' 56" NB, 4° 39' 2" OL  | 0375/WN071 | Upload foto |
| Villa |                   |                                  | Zeestraat 96                       | 52° 28' 57" NB, 4° 38' 59" OL | 0375/WN072 | Upload foto |
| Villa |                   |                                  | Zeestraat 104                      | 52° 28' 57" NB, 4° 38' 57" OL | 0375/WN073 | Upload foto |
| Woonhuis |                   |                                  | Zeestraat 120                      | 52° 28' 58" NB, 4° 38' 54" OL | 0375/WN074 | Upload foto |
| Villa |                   |                                  | Zeestraat 126                      | 52° 28' 58" NB, 4° 38' 52" OL | 0375/WN075 | Upload foto |
| Woonhuis |                   |                                  | Zeestraat 144                      | 52° 28' 60" NB, 4° 38' 45" OL | 0375/WN076 | Woonhuis |
| Woonhuis |                   |                                  | Zeestraat 210-212                  | 52° 29' 8" NB, 4° 37' 60" OL  | 0375/WN077 | Upload foto |
| Villa |                   |                                  | Zeestraat 77                       | 52° 28' 57" NB, 4° 39' 5" OL  | 0375/WN078 | Upload foto |
| Gekoppelde woonhuizen |                   |                                  | Zeestraat 83-85                    | 52° 28' 57" NB, 4° 39' 4" OL  | 0375/WN079 | Upload foto |
| Gekoppelde woonhuizen |                   |                                  | Zeestraat 87-89                    | 52° 28' 57" NB, 4° 39' 3" OL  | 0375/WN080 | Upload foto |
| Predikantswoning |                   |                                  | Zeestraat 99                       | 52° 28' 57" NB, 4° 38' 60" OL | 0375/WN081 | Upload foto |
| Villa |                   |                                  | Zeestraat 103                      | 52° 28' 58" NB, 4° 38' 58" OL | 0375/WN082 | Upload foto |
| Villa met garage |                   |                                  | Zeestraat 129                      | 52° 28' 60" NB, 4° 38' 49" OL | 0375/WN083 | Villa met garage |
| Villa |                   |                                  | Zeestraat 183                      | 52° 29' 6" NB, 4° 38' 32" OL  | 0375/WN084 | Villa |

## Wijk aan Zee
De plaats Wijk aan Zee kent 26 gemeentelijke monumenten:
| Object | Bouwjaar          | Architect                            | Locatie                  | Coördinaten                   | Nr.        | Afbeelding                           |
| --- | ----------------- | ------------------------------------ | ------------------------ | ----------------------------- | ---------- | ------------------------------------ |
| Vissershuis met aangebouwd woonhuis                                                                                        |                   |                                      | Franse Pad 1             | 52° 29' 29" NB, 4° 35' 27" OL | 0375/WN085 | Upload foto                          |
| Woonhuis Rustoord, met houten geveltopversiering en sierspant                                                              | Vroege 20ste eeuw |                                      | Gasthuisstraat 1         | 52° 29' 30" NB, 4° 35' 26" OL | 0375/WN086 | Upload foto                          |
| Gedenkteken met vlaggenmast, van baksteen, 1.80 meter hoog. Ter ere van het huwelijk van Prinses Juliana en Prins Bernhard | 7 januari 1937    |                                      | Julianaplein 7           | 52° 29' 31" NB, 4° 35' 33" OL | 0375/WN087 | Upload foto                          |
| Dubbel herenhuis Gertrude                                                                                                  | 1904              |                                      | Julianaweg 15-17         | 52° 29' 30" NB, 4° 35' 34" OL | 0375/WN088 | Dubbel herenhuis Gertrude            |
| Villa La Viola | Vroege 20ste eeuw |                                      | Julianaweg 59            | 52° 29' 27" NB, 4° 35' 43" OL | 0375/WN089 | Upload foto                          |
| Villa Helmkrocht | 1920              | onbekend, opdrachtgever: Fam. Boreel | Julianaweg 69            | 52° 29' 28" NB, 4° 35' 54" OL | 0375/WN090 | Villa Helmkrocht                     |
| Gereformeerde kerk, eenvoudige zaalkerk met dakruiter                                                                      | ca. 1930          |                                      | Julianaweg 75            | 52° 29' 31" NB, 4° 36' 1" OL  | 0375/WN091 | Upload foto                          |
| R.K. Sint Odulphuskerk, met pastorie                                                                                       | 1890              | C.L.M. Robbers                       | Sint Odulfstraat 4-6     | 52° 29' 34" NB, 4° 35' 25" OL | 0375/WN092 | Meer afbeeldingen                    |
| Begraafplaats |                   |                                      | Sint Odulfstraat 6       | 52° 29' 34" NB, 4° 35' 25" OL | 0375/WN093 | Upload foto                          |
| Dubbel woonhuis |                   |                                      | Sint Odulfstraat 8-10    | 52° 29' 33" NB, 4° 35' 25" OL | 0375/WN094 | Upload foto                          |
| Politiebureau met dienstwoning in traditionalistische stijl                                                                | ca. 1915          |                                      | Sint Odulfstraat 23, 23A | 52° 29' 33" NB, 4° 35' 27" OL | 0375/WN095 | Upload foto                          |
| Dubbele villa Hotel de Klughte in chaletstijl                                                                              | ca. 1890          |                                      | Van Ogtropweg 2          | 52° 29' 26" NB, 4° 35' 27" OL | 0375/WN096 | Upload foto                          |
| Zomerhuisje |                   |                                      | Van Ogtropweg 14         | 52° 29' 29" NB, 4° 35' 21" OL | 0375/WN097 | Upload foto                          |
| Villa Santiago, blokvormig gepleisterd huis                                                                                | Vroege 20ste eeuw |                                      | Van Ogtropweg 16         | 52° 29' 30" NB, 4° 35' 20" OL | 0375/WN098 | Upload foto                          |
| Waarnemingspost |                   |                                      | Van Ogtropweg, achter 16 | 52° 29' 29" NB, 4° 35' 18" OL | 0375/WN099 | Upload foto                          |
| Schoolgebouw en schoolmeesterswoning                                                                                       | ca. 1900          |                                      | Relweg 2-4               | 52° 29' 46" NB, 4° 35' 54" OL | 0375/WN100 | Upload foto                          |
| Woonhuis |                   |                                      | Relweg 28                | 52° 29' 43" NB, 4° 35' 42" OL | 0375/WN101 | Woonhuis                             |
| R.K. Sanatorium Heliomare                                                                                                  | 1932              |                                      | Relweg 51                | 52° 29' 51" NB, 4° 35' 33" OL | 0375/WN102 | R.K. Sanatorium Heliomare            |
| Joodse kinderkolonie met ziekenbarak                                                                                       | ca. 1915          |                                      | Relweg 57                | 52° 29' 51" NB, 4° 35' 26" OL | 0375/WN103 | Joodse kinderkolonie met ziekenbarak |
| Villa |                   |                                      | Rijckert Aertszweg 8     | 52° 29' 35" NB, 4° 35' 22" OL | 0375/WN104 | Upload foto                          |
| Boerderij |                   |                                      | Verlengde Voorstraat 72  | 52° 29' 37" NB, 4° 35' 55" OL | 0375/WN105 | Upload foto                          |
| Winkel-, woon- en bovenhuis met jugendstildetails                                                                          | 1907-'08          |                                      | Voorstraat 2-4           | 52° 29' 32" NB, 4° 35' 29" OL | 0375/WN106 | Upload foto                          |
| Woonhuis annex café |                   |                                      | Voorstraat 8, 8A         | 52° 29' 33" NB, 4° 35' 30" OL | 0375/WN107 | Upload foto                          |
| Woonhuis annex café |                   |                                      | Voorstraat 54            | 52° 29' 38" NB, 4° 35' 36" OL | 0375/WN108 | Woonhuis annex café                  |
| Begraafplaats Dorpskerk |                   |                                      | Voorstraat 1             | 52° 29' 31" NB, 4° 35' 30" OL | 0375/WN109 | Begraafplaats Dorpskerk              |
| Woonhuis |                   |                                      | De Zwaanstraat 22        | 52° 29' 32" NB, 4° 35' 27" OL | 0375/WN110 | Upload foto                          |